# عبد المالك مرباح
عبد المالك مرباح (19 مايو 1985 بالجزائر في الجزائر - ) هو لاعب كرة قدم جزائري في مركز الدفاع. لعب مع اتحاد الجزائر وشبيبة الساورة وشبيبة القبائل ومولودية وهران ونادي الرغاية ونصر حسين داي.

## روابط خارجية
- عبد المالك مرباح على موقع قاعدة بيانات كرة القدم.إي يو (الإنجليزية)
- عبد المالك مرباح على موقع Soccerway.com (الإنجليزية)